# Cáo sa mạc Sechura
Cáo sa mạc Sechura (tên khoa học: Lycalopex sechurae) là một loài động vật có vú trong họ Chó, bộ Ăn thịt. Loài này được Thomas mô tả năm 1900.
Loài cáo này được tìm thấy ở sa mạc Sechura ở tây nam Ecuador và tây bắc Peru.